# Ендрюс (Техас)
Ендрюс (англ. Andrews ['ændruːs]) — місто (англ. city) в США, адміністративний центр округу Ендрюс на заході штату Техас. Населення — 13 487 осіб (2020). Разом з Мідлендом та Одесою, ці міста формують агломерацію Одеса — Мідленд, розташовану і чотирьох округах, і з населенням 241 316 осіб.
Ендрюс з півночі на південь перетинає Шосе 385, а зі сходу на захід перетинає Автомагістраль 115.

## Географія
Ендрюс розташований за координатами 32°19′14″ пн. ш. 102°33′1″ зх. д. / 32.32056° пн. ш. 102.55028° зх. д. (32.320596, -102.550338).  За даними Бюро перепису населення США в 2010 році місто мало площу 12,72 км², з яких 12,69 км² — суходіл та 0,03 км² — водойми. В 2017 році площа становила 18,02 км², з яких 17,99 км² — суходіл та 0,03 км² — водойми.

## Демографія
Згідно з переписом 2010 року, у місті мешкало 11 088 осіб у 3999 домогосподарствах у складі 2952 родин. Густота населення становила 872 особи/км².  Було 4379 помешкань (344/км²).
Расовий склад населення:
| - 78,9 % — білих - 1,9 % — чорних або афроамериканців - 0,9 % — корінних американців - 0,7 % — азіатів - 15,5 % — осіб інших рас |

До двох чи більше рас належало 2,1 %. Частка іспаномовних становила 50,2 % від усіх жителів.
За віковим діапазоном населення розподілялося таким чином: 29,5 % — особи молодші 18 років, 59,1 % — особи у віці 18—64 років, 11,4 % — особи у віці 65 років та старші. Медіана віку мешканця становила 32,6 року. На 100 осіб жіночої статі у місті припадало 96,9 чоловіків;  на 100 жінок у віці від 18 років та старших — 92,4 чоловіків також старших 18 років.
Середній дохід на одне домашнє господарство  становив 81 578 доларів США (медіана — 71 182), а середній дохід на одну сім'ю — 92 129 доларів (медіана — 83 951). Медіана доходів становила 63 885 доларів для чоловіків та 35 355 доларів для жінок. За межею бідності перебувало 13,5 % осіб, у тому числі 18,2 % дітей у віці до 18 років та 15,7 % осіб у віці 65 років та старших.
Цивільне працевлаштоване населення становило 5954 особи. Основні галузі зайнятості: сільське господарство, лісництво, риболовля — 27,9 %, освіта, охорона здоров'я та соціальна допомога — 16,3 %, транспорт — 9,5 %, будівництво — 7,6 %.